# Grand Prix-wegrace van Zweden 1986
De Grand Prix-wegrace van Zweden 1986 was de tiende Grand Prix van het wereldkampioenschap wegrace-seizoen 1986. De races werden verreden op 9 en 10 augustus 1986 op de Scandinavian Raceway nabij Anderstorp (Jönköpings län). In deze Grand Prix werden de wereldtitels in de 250- en de 500cc-klasse beslist.

## Algemeen
Naast een aantal geblesseerden sloegen meer coureurs de Zweedse Grand Prix over. Men moest een lange bootreis maken om al op donderdag op het dodelijk saaie circuit te trainen en de 250cc-coureurs moesten ook nog eens op zaterdag rijden voor vrijwel lege tribunes. In die neerslachtige sfeer, terwijl het ook nog regende, werd Carlos Lavado wereldkampioen. Hij vierde het door - volgens traditie - met zijn motorpak nog aan in het kleine zwembadje te springen. 's Zondags deed Eddie Lawson hetzelfde toen hij de 500cc-titel gegrepen had. In de zijspanklasse leken de kansen van Steve Webster en Egbert Streuer te vervliegen toen ze allebei puntloos bleven en Alain Michel de race won. Door een fout van de wedstrijdleider werd de definitieve uitslag van de 250cc-race pas uren later bekend, maar voor de winnaar had dat geen gevolgen. 

## 500cc-klasse

### De training
De meest opmerkelijke prestatie in de trainingen in Zweden kwam van Niall Mackenzie, die als invaller voor de geblesseerde Paul Lewis de Heron-Suzuki op de zevende startplaats zette. Andere Suzuki-coureurs hadden het in dit seizoen nog niet verder geschopt dan de tiende startplaats. Wayne Gardner reed in Zweden de snelste trainingstijd, maar dat was wat geflatteerd: door de regen kon Eddie Lawson zijn tijd in de laatste training niet verbeteren. 

#### Trainingstijden
| Pos | Coureur            | Merk                        | Tijd    |
| --- | ------------------ | --------------------------- | ------- |
| 1.  | Wayne Gardner      | Rothmans-HRC-Honda          | 1"36'35 |
| 2.  | Eddie Lawson       | Marlboro-Agostini-Yamaha    | 1"36'64 |
| 3.  | Rob McElnea        | Marlboro-Agostini-Yamaha    | 1"36'86 |
| 4.  | Mike Baldwin       | Lucky Strike-Roberts-Yamaha | 1"36'90 |
| 5.  | Raymond Roche      | Rothmans-Katayama-HRC-Honda | 1"37'70 |
| 6.  | Niall Mackenzie    | Skoal Bandit-Heron-Suzuki   | 1"37'73 |
| 7.  | Ron Haslam         | ELF-Honda                   | 1"38'36 |
| 8.  | Didier de Radiguès | Rollstar-Chevallier-Honda   | 1"38'69 |
| 9.  | Randy Mamola       | Lucky Strike-Roberts-Yamaha | 1"38'94 |
| 10. | Christian le Liard | ELF-Honda                   | 1"40'46 |

### De race
Didier de Radiguès mocht een paar ronden op kop rijden in Zweden, maar toen werd hij gepasseerd door Eddie Lawson en Wayne Gardner. Lawson's Yamaha was duidelijk sneller, maar Gardner wist lang bij te blijven door heel laat te remmen. In de 22e ronde moest hij echter afhaken omdat er een groepje achterblijvers ingehaald moesten worden. Daarmee was de strijd om de koppositie voorbij. Die om de derde plaats werd beslist toen Mike Baldwin Rob McElnea passeerde. Randy Mamola, die met zijn gebroken schouder alleen naar Zweden was gekomen omdat hij nog kans maakte op de tweede plaats in het wereldkampioenschap, werd slechts achtste. Lawson had nu negentien punten voorsprong op Gardner en was daarmee zeker van de wereldtitel. 

#### Uitslag 500cc-klasse
| Pos | Coureur             | Merk                        | Tijd      | Grid | Punten |
| --- | ------------------- | --------------------------- | --------- | ---- | ------ |
| 1   | Eddie Lawson        | Marlboro-Agostini-Yamaha    | 48"59'33  | 2    | 15     |
| 2   | Wayne Gardner       | Rothmans-HRC-Honda          | 49"15'37  | 1    | 12     |
| 3   | Mike Baldwin        | Lucky Strike-Roberts-Yamaha | 49"17'77  | 4    | 10     |
| 4   | Rob McElnea         | Marlboro-Agostini-Yamaha    | 49"18'89  | 3    | 8      |
| 5   | Raymond Roche       | Rothmans-Katayama-HRC-Honda | 49"41'57  | 5    | 6      |
| 6   | Didier de Radiguès  | Rollstar-Chevallier-Honda   | 49"49'06  | 8    | 5      |
| 7   | Niall Mackenzie     | Skoal Bandit-Heron-Suzuki   | 49"57'79  | 6    | 4      |
| 8   | Randy Mamola        | Lucky Strike-Roberts-Yamaha | 50"08'74  | 9    | 3      |
| 9   | Ron Haslam          | ELF-Honda                   | +1 ronde  | 7    | 2      |
| 10  | Wolfgang von Muralt | Frankonia-Suzuki            | +1 ronde  | 13   | 1      |
| 11  | Marco Gentile       | Écurie-Fior-Honda           | +1 ronde  | 16   |        |
| 12  | Peter Lindén        | Honda                       | +1 ronde  | 12   |        |
| 13  | Boet van Dulmen     | Bakker-PDM-Honda            | +1 ronde  | 20   |        |
| 14  | Shungi Yatsushiro   | Moriwaki-HRC-Honda          | +1 ronde  | 14   |        |
| 15  | Paul Iddon          | Skoal Bandit-Heron-Suzuki   | +1 ronde  | 18   |        |
| 16  | Manfred Fischer     | Hein Gericke-Honda          | +1 ronde  | 21   |        |
| 17  | Henk van der Mark   | PDM-Honda                   | +1 ronde  | 22   |        |
| 18  | Simon Buckmaster    | Duckhams Oil-Honda          | +1 ronde  | 19   |        |
| 19  | Eero Hyvärinen      | Honda                       | +1 ronde  | 17   |        |
| 20  | Alan Jeffrey        | Suzuki                      | +1 ronde  | 23   |        |
| 21  | Mile Pajic          | SNRT-Honda                  | +1 ronde  | 33   |        |
| 22  | Maarten Duyzers     | Suzuki                      | +1 ronde  | 29   |        |
| 23  | Esko Kuparinen      | Honda                       | +2 ronden | 24   |        |
| 24  | Paul Ramon          | Suzuki                      | +2 ronden | 28   |        |
| 25  | Claus Wulff         | Suzuki                      | +2 ronden | 26   |        |
| 26  | Åke Dahli           | Suzuki                      | +2 ronden | 35   |        |

#### Niet gefinisht
| Coureur            | Merk      | Oorzaak | Grid |
| ------------------ | --------- | ------- | ---- |
| Fabio Biliotti     | FMI-Honda | Val     | 11   |
| Peter Sköld        | Honda     |         | 15   |
| Dietmar Mayer      | Honda     |         | 32   |
| Ari Rämö           | Honda     |         | 36   |
| Lars Johansson     | Suzuki    |         | 37   |
| Christian Le Liard | ELF-Honda |         | 10   |
| Helmut Schütz      | Honda     |         | 34   |
| Josef Doppler      | Suzuki    |         | 30   |
| Christopher Bürki  | Honda     |         | 31   |
| Marc Phillips      | Suzuki    |         | 25   |

#### Niet gestart
| Coureur    | Merk  | Oorzaak | Grid |
| ---------- | ----- | ------- | ---- |
| Marco Papa | Honda |         | 27   |

#### Niet deelgenomen
| Coureur             | Merk                      | Oorzaak    |
| ------------------- | ------------------------- | ---------- |
| Pierfrancesco Chili | HB-Gallina-Suzuki         | Blessures  |
| Dave Petersen       | HB-Gallina-Suzuki         | Blessures  |
| Paul Lewis          | Skoal Bandit-Heron-Suzuki | Blessure   |
| Christian Sarron    | Gauloises-Sonauto-Yamaha  | Blessure   |
| Juan Garriga        | Cagiva                    | Teambeleid |

### Top tien tussenstand 500cc-klasse
| Pos | Coureur                       | Merk                                                  | Ptn |
| --- | ----------------------------- | ----------------------------------------------------- | --- |
| 1   | Eddie Lawson (wereldkampioen) | Marlboro-Agostini-Yamaha                              | 124 |
| 2   | Wayne Gardner                 | Rothmans-HRC-Honda                                    | 105 |
| 3   | Randy Mamola                  | Lucky Strike-Roberts-Yamaha                           | 95  |
| 4   | Mike Baldwin                  | Lucky Strike-Roberts-Yamaha                           | 70  |
| 5   | Rob McElnea                   | Marlboro-Agostini-Yamaha                              | 60  |
| 6   | Christian Sarron              | Gauloises-Sonauto-Yamaha                              | 53  |
| 7   | Didier de Radiguès            | Rollstar-Chevallier-Honda                             | 38  |
| 8   | Raymond Roche                 | Rothmans-Katayama-Honda / Rothmans-Katayama-HRC-Honda | 29  |
| 9   | Ron Haslam                    | ELF-Honda                                             | 16  |
| 10  | Pierfrancesco Chili           | HB-Gallina-Suzuki                                     | 11  |

## 250cc-klasse

### De training
Na zijn zevende startplaats in de 500cc-klasse bereikte Niall Mackenzie in de 250cc-klasse zelfs de vierde tijd, voor zijn teamgenoot Donnie McLeod en ook voor de Honda- en Yamaha-fabriekscoureurs Sito Pons, Tadahiko Taira, Jean-François Baldé, Toni Mang en Virginio Ferrari. Ook met Maurizio Vitali ging het steeds beter nu het frame van zijn Garelli gewijzigd was. Hij reed de derde trainingstijd. Carlos Lavado kwam hard ten val door een vastgelopen versnellingsbak maar kwam met de schrik en een pijnlijke arm vrij. 

#### Trainingstijden
| Pos | Coureur                | Merk                        | Tijd    |
| --- | ---------------------- | --------------------------- | ------- |
| 1.  | Martin Wimmer          | Marlboro-Agostini-Yamaha    | 1"39'73 |
| 2.  | Carlos Lavado          | HB-Venemotos-Yamaha         | 1"39'77 |
| 3.  | Maurizio Vitali        | Garelli                     | 1'40'23 |
| 4.  | Niall Mackenzie        | Silverstone-Armstrong-Rotax | 1"40'28 |
| 5.  | Donnie McLeod          | Silverstone-Armstrong-Rotax | 1"40'27 |
| 6.  | Sito Pons              | Campsa-HRC-Honda            | 1"40'87 |
| 7.  | Tadahiko Taira         | Marlboro-Agostini-Yamaha    | 1"40'89 |
| 8.  | Jean-Michel Mattioli   | Yamaha                      | 1"41'28 |
| 9.  | Jean-François Baldé    | Rothmans Katayama-Honda     | 1"41'42 |
| 10. | Jean-Louis Guignabodet | MIG-Rotax                   | 1"41'54 |

### De race
De 250cc-klasse reed in Zweden op zaterdag, toen de weersomstandigheden nog zeer wisselend waren. Voor de start hadden de coureurs dan ook een probleem met de bandenkeuze. Na de opwarmronde werd er dan ook nog veel gewisseld. Bij de start was het droog, maar er dreigde regen en het circuit was nog vochtig. Carlos Lavado koos voor een opgesneden slick achter en een intermediate voor, Sito Pons voor een slick achter en een intermediate voor en Jean-François Baldé voor twee slicks. Vanaf de derde startrij was Stéphane Mertens als snelste weg, maar hij werd na de eerste ronde gepasseerd door Lavado. Toen de baan opdroogde kreeg Baldé met zijn slicks de overhand en in de eerste tien ronden wist hij een voorsprong op te bouwen. Toen het begon te regenen moest Baldé gas terugnemen en kwam Lavado naar voren en ook Sito Pons, die was teruggevallen omdat hij zich verremd had, passeerde Baldé. Na de 23e ronde, twee ronden voor het officiële einde van de race, vlagde de wedstrijdleider de race af omdat hij het te gevaarlijk vond. Hij deed dat echter met de zwart/wit geblokte finishvlag, terwijl hij het met de rode vlag had moeten doen. Ook liet hij de stand na 23 ronden tellen, terwijl het eigenlijk de stand na 22 ronden had moeten zijn. Na protesten en twee uur vergaderen werd de eindstand herzien. Voor Lavado maakte dat niet uit: hij reed na de 22e ronde al op kop en behield zijn eerste plaats. Ook Pons en Baldé behielden hun plekken, maar de Maurizio Vitali kreeg nu de vierde plaats in plaats van Dominique Sarron, die vijfde werd. Tadahiko Taira en Guy Bertin vielen in de 23e ronde, maar werden nu als twaalfde en dertiende geklasseerd. 

#### Uitslag 250cc-klasse
| Pos | Coureur                | Merk                        | Tijd      | Grid | Punten |
| --- | ---------------------- | --------------------------- | --------- | ---- | ------ |
| 1   | Carlos Lavado          | HB-Venemotos-Yamaha         | 39"13'54  | 2    | 15     |
| 2   | Sito Pons              | Campsa-HRC-Honda            | 39"17'44  | 6    | 12     |
| 3   | Jean-François Baldé    | Rothmans Katayama-Honda     | 39"18'74  | 9    | 10     |
| 4   | Maurizio Vitali        | Garelli                     | 39"30'35  | 3    | 8      |
| 5   | Dominique Sarron       | Rothmans-Honda              | 39"30'80  | 12   | 6      |
| 6   | Stéphane Mertens       | Johnson-Yamaha              | 39"34'62  | 11   | 5      |
| 7   | Jacques Cornu          | ELF-Parisienne-Honda        | 39"38'82  | 14   | 4      |
| 8   | Jean Foray             | Chevallier-Yamaha           | 39"40'62  | 27   | 3      |
| 9   | Siegfried Minich       | Honda                       | 39"54'83  | 17   | 2      |
| 10  | Alan Carter            | JJ Cobas-Rotax              | 39"57'99  | 18   | 1      |
| 11  | Niall Mackenzie        | Silverstone-Armstrong-Rotax | 40"35'94  | 4    |        |
| 12  | Martin Wimmer          | Marlboro-Agostini-Yamaha    | 40"36'39  | 1    |        |
| 13  | Tadahiko Taira         | Marlboro-Agostini-Yamaha    | 40"39'59  | 7    |        |
| 14  | Guy Bertin             | ELF-Parisienne              | 40"51'23  | 24   |        |
| 15  | Roland Freymond        | Yamaha                      | 41"06'55  | 28   |        |
| 16  | Herbert Besendörfer    | Yamaha                      | +1 ronde  | 31   |        |
| 17  | Philippe Pagano        | Honda                       | +1 ronde  | 34   |        |
| 18  | Jean-Michel Mattioli   | Yamaha                      | +1 ronde  | 8    |        |
| 19  | Carlos Cardús          | Campsa-Honda                | +2 ronden | 22   |        |
| 20  | Jean-Louis Guignabodet | MIG-Rotax                   | +2 ronden | 10   |        |

#### Niet gefinisht
| Coureur              | Merk                        | Oorzaak    | Grid |
| -------------------- | --------------------------- | ---------- | ---- |
| Donnie McLeod        | Silverstone-Armstrong-Rotax | Ontsteking | 5    |
| Toni Mang            | Rothmans-HRC-Honda          | Val        | 13   |
| Harald Eckl          | Honda                       | Val        | 15   |
| Virginio Ferrari     | Total-Katayama-HRC-Honda    | Val        | 16   |
| Stefano Caracchi     | Aprilia-Rotax               | Val        | 19   |
| Fausto Ricci         | HRC-Honda                   |            | 20   |
| Reinhold Roth        | HB-Römer-Honda              | Val        | 21   |
| Loris Reggiani       | Aprilia-Rotax               |            | 23   |
| Jean-Louis Tournadre | Yamaha                      |            | 25   |
| Christian Boudinot   | JJ Cobas-Rotax              | Val        | 26   |
| René Delaby          | Rotax                       |            | 29   |
| Bobby Issazadhe      | Chimoto                     |            | 30   |
| Gary Noël            | EMC-Rotax                   | Val        | 33   |
| Håkan Olsson         | MBA                         |            | 35   |
| Massimo Matteoni     | Honda                       |            | 32   |

#### Niet deelgenomen
| Coureur        | Merk             | Oorzaak  |
| -------------- | ---------------- | -------- |
| Pierre Bolle   | ELF-Parisienne   | Blessure |
| Hans Lindner   | Rotax            | Blessure |
| Manfred Herweh | HB-Aprilia-Rotax | Blessure |

### Top tien tussenstand 250cc-klasse
| Pos | Coureur                        | Merk                        | Ptn |
| --- | ------------------------------ | --------------------------- | --- |
| 1   | Carlos Lavado (wereldkampioen) | HB-Venemotos-Yamaha         | 114 |
| 2   | Sito Pons                      | Campsa-HRC-Honda            | 96  |
| 3   | Jean-François Baldé            | Rothmans-Katayama-Honda     | 63  |
| 4   | Dominique Sarron               | Rothmans-Honda              | 62  |
| 5   | Toni Mang                      | Rothmans-HRC-Honda          | 57  |
| 6   | Martin Wimmer                  | Marlboro-Agostini-Yamaha    | 51  |
| 7   | Jacques Cornu                  | ELF-Parisienne-Honda        | 32  |
| 8   | Donnie McLeod                  | Silverstone-Armstrong-Rotax | 27  |
| 9   | Fausto Ricci                   | HRC-Honda                   | 24  |
| 10  | Pierre Bolle                   | ELF-Parisienne              | 19  |

## 125cc-klasse

### De training
De koplopers in het WK, Luca Cadalora en Fausto Gresini, stelden zich tevreden met de vijfde en de zesde trainingstijd. August Auinger, Ezio Gianola en Bruno Kneubühler bezetten de eerste drie startplaatsen, terwijl semi-fabriekscoureur Domenico Brigaglia met zijn Ducados-MBA vierde was. Zijn teamgenoot Ángel Nieto, die een hekel had aan het Zweedse circuit, was niet eens verschenen. Nieto had kennelijk het snelste motorblok, want dat werd in het frame van Brigaglia overgeheveld.

#### Trainingstijden
| Pos | Coureur            | Merk           | Tijd    |
| --- | ------------------ | -------------- | ------- |
| 1.  | August Auinger     | Bartol-LCR-MBA | 1"45'19 |
| 2.  | Ezio Gianola       | MBA            | 1"45'33 |
| 3.  | Bruno Kneubühler   | LCR-MBA        | 1"45'33 |
| 4.  | Domenico Brigaglia | Ducados-MBA    | 1"45'59 |
| 5.  | Luca Cadalora      | FMI-Garelli    | 1"45'70 |
| 6.  | Fausto Gresini     | FMI-Garelli    | 1"46'18 |
| 7.  | Johnny Wickström   | MBA            | 1"46'93 |
| 8.  | Thierry Feuz       | MBA            | 1"47'37 |
| 9.  | Lucio Pietroniro   | Johnson-MBA    | 1"47'68 |
| 10. | Jean-Claude Selini | MBA            | 1"48'23 |

### De race
Zes ronden lang kon August Auinger zich mengen met de strijd om de leiding, waarbij hij aanvallen van Luca Cadalora, Fausto Gresini en Ezio Gianola af moest slaan. In de zevende ronde gleed zijn voorwiel weg en was zijn race voorbij. Gianola was toen al uit de strijd omdat er koelwater in een van zijn cilinders was gelopen en daardoor konden de beide Garelli-coureurs hun broederstrijd, die al het hele seizoen duurde, voortzetten. Gresini had de eerste twee GP's gewonnen, maar daarna sloeg de weegschaal om naar Cadalora. Deze twee wisselden voortdurend van positie en uiteindelijk wist Gresini te winnen. Domenico Brigaglia was slecht gestart maar reed onbedreigd naar de derde plaats. Om de vierde plaats werd gevochten door Bruno Kneubühler en Johnny Wickström, die in deze volgorde over de finish gingen. 

#### Uitslag 125cc-klasse
| Pos | Coureur            | Merk        | Tijd     | Grid | Punten |
| --- | ------------------ | ----------- | -------- | ---- | ------ |
| 1   | Fausto Gresini     | FMI-Garelli | 40"40'50 | 6    | 15     |
| 2   | Luca Cadalora      | FMI-Garelli | 40"43'47 | 5    | 12     |
| 3   | Domenico Brigaglia | Ducados-MBA | 41"07'22 | 4    | 10     |
| 4   | Bruno Kneubühler   | LCR-MBA     | 41"12'09 | 3    | 8      |
| 5   | Lucio Pietroniro   | Johnson-MBA | 41"12'41 | 9    | 6      |
| 6   | Johnny Wickström   | MBA         | 41"15'26 | 7    | 5      |
| 7   | Thierry Feuz       | MBA         | 41"39'96 | 8    | 4      |
| 8   | Adi Stadler        | MBA         | 41"53'42 | 29   | 3      |
| 9   | Pier Paolo Bianchi | MBA         | 41"56'97 | 13   | 2      |
| 10  | Håkan Olsson       | MBA         | 41"57'14 | 33   | 1      |
| 11  | Andres Sánchez     | Ducados-MBA | 41"57'38 | 25   |        |
| 12  | Thomas Pedersen    | MBA         | 42"20'93 | 18   |        |
| 13  | Esa Kytölä         | MBA         | 42"22'04 | 17   |        |
| 14  | Robin Milton       | MBA         | 42"23'09 | 24   |        |
| 15  | Peter Sommer       | MBA         | 42"23'28 | 22   |        |
| 16  | Mike Leitner       | MBA         | +1 ronde | 23   |        |
| 17  | Jörgen Ask         | MBA         | +1 ronde | 34   |        |
| 18  | Mogens Johansen    | MBA         | +1 ronde | 32   |        |
| 19  | Ivan Troisi        | MBA         | +1 ronde | 36   |        |
| 20  | Ton Spek           | MBA         | +1 ronde | 37   |        |

#### Niet gefinisht
| Coureur              | Merk           | Oorzaak          | Grid |
| -------------------- | -------------- | ---------------- | ---- |
| August Auinger       | Bartol-LCR-MBA | Val              | 1    |
| Ezio Gianola         | MBA            | Koelwaterlekkage | 2    |
| Jean-Claude Selini   | MBA            |                  | 10   |
| Claudio Macciotta    | MBA            |                  | 11   |
| Paolo Casoli         | MBA            |                  | 12   |
| Jacques Hutteau      | MBA            |                  | 14   |
| Olivier Liégeois     | Assmex-MBA     |                  | 16   |
| Hannu Kallio         | MBA            |                  | 19   |
| Willy Pérez          | MBA            |                  | 20   |
| Paul Bordes          | MBA            |                  | 21   |
| Christian Le Badezet | MBA            |                  | 28   |
| Willy Hupperich      | MBA            |                  | 30   |
| Boy van Erp          | MBA            | Ketting          | 31   |
| Bady Hassaine        | MBA            |                  | 35   |
| Marcelino Garcia     | Ducados-MBA    |                  | 27   |

#### Niet gestart
| Coureur          | Merk | Oorzaak  | Grid |
| ---------------- | ---- | -------- | ---- |
| Jussi Hautaniemi | MBA  | Blessure |      |

#### Niet deelgenomen
| Coureur     | Merk        | Oorzaak |
| ----------- | ----------- | ------- |
| Ángel Nieto | Ducados-MBA |         |

### Top tien tussenstand 125cc-klasse
| Pos | Coureur            | Merk           | Ptn |
| --- | ------------------ | -------------- | --- |
| 1   | Luca Cadalora      | FMI-Garelli    | 98  |
| 2   | Fausto Gresini     | FMI-Garelli    | 89  |
| 3   | Domenico Brigaglia | Ducados-MBA    | 69  |
| 4   | Ezio Gianola       | MBA            | 49  |
| 5   | Bruno Kneubühler   | LCR-MBA        | 40  |
| 6   | Lucio Pietroniro   | Johnson-MBA    | 37  |
| 7   | August Auinger     | Bartol-LCR-MBA | 35  |
| 8   | Johnny Wickström   | MBA            | 31  |
| 9   | Pier Paolo Bianchi | MBA            | 29  |
| 10  | Willy Pérez        | MBA            | 26  |

## Zijspanklasse

### De training
De tip die Rolf Biland in Silverstone van Egbert Streuer had gekregen wierp in Zweden vruchten af. In Engeland kon hij nauwelijk een trainingsronde volbrengen door vastlopers tot Streuer hem adviseerde een drukventiel in de brandstoftoevoer te monteren. Daar reed hij toen de snelste trainingstijd mee en nu wist hij 54 trainingsronden te rijden zonder problemen. Streuer reed de tweede trainingstijd en had daar geen probleem mee. Biland was immers geen bedreiging voor het wereldkampioenschap en concurrenten Alain Michel en Steve Webster stonden op de derde en de vierde startplaats. 

#### Trainingstijden
| Pos | Coureur          | Bakkenist          | Merk               | Tijd    |
| --- | ---------------- | ------------------ | ------------------ | ------- |
| 1.  | Rolf Biland      | Kurt Waltisperg    | LCR-Krauser        | 1"39'35 |
| 2.  | Egbert Streuer   | Bernard Schnieders | LCR-Yamaha         | 1"39'92 |
| 3.  | Alain Michel     | Jean-Marc Fresc    | Krauser-LCR-Yamaha | 1"40'09 |
| 4.  | Steve Webster    | Tony Hewitt        | LCR-Yamaha         | 1"40'71 |
| 5.  | Alfred Zurbrügg  | Martin Zurbrügg    | LCR-Yamaha         | 1"40'72 |
| 6.  | Markus Egloff    | Urs Egloff         | LCR-Seel           | 1"41'10 |
| 7.  | Masato Kumano    | Helmut Diehl       | LCR-Yamaha         | 1"41'53 |
| 8.  | Derek Bayley     | Brian Nixon        | LCR-Ricardo Z      | 1"41'78 |
| 9.  | Rolf Steinhausen | Bruno Hiller       | Camel-Busch-Yamaha | 1"42'15 |
| 10. | René Progin      | Yvan Hunziker      | Seymaz-Yamaha      | 1"42'27 |

### De race
Na de eerste ronde van de zijspan race leidden Rolf Biland/Kurt Waltisperg voor Steve Webster/Tony Hewitt, Alain Michel/Jean-Marc Fresc en Egbert Streuer/Bernard Schnieders. Streuer nam de derde plaats over en zo bleef de volgorde ongewijzigd tot Webster/Hewitt in de achtste ronde uitvielen. In de vijftiende ronde vielen ook Biland/Waltisperg uit en Streuer liet de leiding over aan Michel. Met zes punten voorsprong in het wereldkampioenschap kon men zich een overwinning van Michel/Fresc wel veroorloven, maar in de negentiende ronde viel ook de machine van Streuer stil. Nu stonden Michel/Fresc plotseling ruim aan de leiding van het WK, acht punten voor Webster/Hewitt en negen punten voor Streuer/Schnieders.

#### Uitslag zijspanklasse
| Pos | Coureur            | Bakkenist          | Merk               | Tijd     | Grid | Punten |
| --- | ------------------ | ------------------ | ------------------ | -------- | ---- | ------ |
| 1   | Alain Michel       | Jean-Marc Fresc    | Krauser-LCR-Yamaha | 39"19'73 | 3    | 15     |
| 2   | Markus Egloff      | Urs Egloff         | LCR-Seel           | 39"43'83 | 6    | 12     |
| 3   | Derek Bayley       | Brian Nixon        | LCR-Ricardo Z      | 39"45'26 | 8    | 10     |
| 4   | Derek Jones        | Brian Ayres        | LCR-Yamaha         | 39"45'60 |      | 8      |
| 5   | Masato Kumano      | Helmut Diehl       | LCR-Yamaha         | 39"55'49 | 7    | 6      |
| 6   | Frank Wrathall     | Kerry Chapman      | LCR-Yamaha         | 40"05'35 |      | 5      |
| 7   | René Progin        | Yvan Hunziker      | Seymaz-Yamaha      | 40"07'02 | 10   | 4      |
| 8   | Theo van Kempen    | Geral de Haas      | LCR-Yamaha         | 40"11'68 | 14   | 3      |
| 9   | Steve Abbott       | Shaun Smith        | Windle-Yamaha      | 40"33'22 |      | 2      |
| 10  | Graham Gleeson     | Peter Lindén       | LCR-Yamaha         | 40"41'37 |      | 1      |
| 11  | Yoshisada Kumagaya | Kazahito Makiuchi  | LCR-Yamaha         |          |      |        |
| 12  | Dennis Bingham     | Julia Bingham      | LCR-Yamaha         |          |      |        |
| 13  | Wolfgang Stropek   | Hans-Peter Demling | LCR-Rotax          |          |      |        |
| 14  | Benny Lysén        | Ole Möller         | Yamaha             |          |      |        |
| 15  | Steve Webster      | Tony Hewitt        | LCR-Yamaha         |          | 4    |        |
| 16  | Billy Gällros      | Onbekend           | Onbekend           |          |      |        |
| 17  | Rolf Steinhausen   | Bruno Hiller       | Camel-Busch-Yamaha |          | 9    |        |

#### Niet gefinisht
| Coureur         | Bakkenist          | Merk        | Oorzaak   | Grid |
| --------------- | ------------------ | ----------- | --------- | ---- |
| Rolf Biland     | Kurt Waltisperg    | LCR-Krauser | Vastloper | 1    |
| Egbert Streuer  | Bernard Schnieders | LCR-Yamaha  | Vastloper | 2    |
| Alfred Zurbrügg | Martin Zurbrügg    | LCR-Yamaha  |           | 5    |

### Top tien tussenstand zijspanklasse
| Pos | Coureur         | Bakkenist                      | Merk               | Ptn. |
| --- | --------------- | ------------------------------ | ------------------ | ---- |
| 1   | Alain Michel    | Jean-Marc Fresc                | Krauser-LCR-Yamaha | 69   |
| 2   | Steve Webster   | Tony Hewitt                    | LCR-Yamaha         | 61   |
| 3   | Egbert Streuer  | Bernard Schnieders             | LCR-Yamaha         | 60   |
| 4   | Markus Egloff   | Urs Egloff                     | LCR-Seel           | 49   |
| 5   | Masato Kumano   | Helmut Diehl                   | LCR-Yamaha         | 33   |
| 6   | Steve Abbott    | Shaun Smith en Vince Biggs     | Windle-Yamaha      | 32   |
| 7   | Alfred Zurbrügg | Martin Zurbrügg en Adolf Hänni | LCR-Yamaha         | 30   |
| 8   | Derek Jones     | Brian Ayres                    | LCR-Yamaha         | 29   |
| 9   | Rolf Biland     | Kurt Waltisperg                | LCR-Krauser        | 20   |
| 10  | Derek Bayley    | Brian Nixon                    | LCR-Ricardo Z      | 19   |

## Trivia

### Fysiotherapie
Randy Mamola liet fysiotherapeut Willy Dungl naar Zweden komen om hem te helpen met zijn gebroken schouder. Toen zijspancoureur Markus Egloff bij een crash in de training een ribblessure opliep hielp Dungl hem ook. Beiden reden hun races uit en Egloff werd in de zijspanrace zelfs tweede. Willy Dungl genoot bekendheid in de sport. Hij had Niki Lauda bijgestaan na diens zware ongeluk op de Nürburgring en had ook gewerkt voor Ayrton Senna, Alain Prost, Gerhard Berger en de alpineskiër Franz Klammer.

### Gastpassagier
Na het wegvallen van zijn vaste bakkenist David Elliott had Graham Gleeson in de Britse Grand Prix met Iain Colquhoun gereden. Die was kennelijk niet mee naar Zweden gereisd, want hier vond Gleeson 500cc-coureur Peter Lindén bereid in het zijspan plaats te nemen. Ze werden tiende en zo scoorde Lindén het eerste WK-punt van zijn carrière. 
1930 · 1931 · 1932 · 1933 · 1934 · 1935 · 1936 · 1937 · 1939 · 1949 · 1950 · 1951 · 1952 · 1953 · 1954 · 1955 · 1956 · 1957 · 1958 · 1959 · 1961 · 1970 · 1971 · 1972 · 1973 · 1974 · 1975 · 1976 · 1977 · 1978 · 1979 · 1981 · 1982 · 1983 · 1984 · 1985 · 1986 · 1987 · 1988 · 1989 · 1990